# Laura, la pequeña niña de la pradera
Laura, la pequeña niña en la pradera (título original en japonés, 草原 の 少女 ロ ー Sōgen no shōjo Rōra) es una serie de anime infantil (kodomo) producida por el estudio Nippon Animation y transmitido por TBS (Tokyo Broadcasting System) entre 1975 y 1976. La serie constó con un total de 26 capítulos de una duración aproximada de 30 minutos.

## Argumento
La serie sigue la historia de los libros escritos para niños por Laura Ingalls Wilder, de la colección Little House series. El anime fue creado a raíz del éxito alcanzado por la serie de televisión estadounidense Little House on the Prairie. Al igual que en las novelas y serie de televisión, la protagonista es Laura Ingalls, quien vive con su familia en la pradera de América del Norte, donde debe aprender a vivir en la dura vida de la frontera.
A diferencia de la serie de televisión, la adaptación animada relata eventos anteriores a los presentados en esta siendo en realidad una precuela. Por lo tanto, el anime se basa en los primeros libros autobiográficos de la autora: Little House in the Big Woods (1932) y Little House on the Prairie (1935), donde se cuentan las aventuras de la protagonista a la edad de cinco años cuando llega a Wisconsin. Allí su padre construye una casa de troncos en el territorio indígena de Osage. El anime termina con la partida de la familia Ingalls a Kansas, lo que llevará a la familia Ingalls a un nuevo viaje a Walnut Grove (Minnesota), donde se narran las aventuras de la serie televisiva producida por Michael Landon.
La historia original fue adaptada al anime por el afamado director, productor y guionista de películas y series, Isao Takahata, quien también trabajó en series animadas de renombre como Heidi y Marco.
Debido a que el estilo de la serie es muy similar a la de los animes producidos para World Masterpiece Theater (世界名作劇場 Sekai Meisaku Gekijō) y, a su vez, producido por la misma compañía de animación —Nippon Animation (日本アニメーション) — muchas personas piensan erróneamente que esta es una de las obras de dicha iniciativa. Sin embargo, en realidad es un trabajo adicional de la compañía de animación japonesa para el canal de TBS (Tokio Broadcasting System).

## Personajes

### Principales
•	Laura Ingalls: es la protagonista de la serie, además de ser la segunda hija de la familia Ingalls. En la serie tiene 6 años de edad. Su nombre completo es Laura Elizabeth Ingalls. Su personalidad es muy alegre y le gusta jugar con los animales que conoce en el bosque, pero no es muy diestra para la costura.
•	Papá: su nombre es Charles Phillip Ingalls, quien es el patriarca de la familia Ingalls. Tiene 38 años y es de contextura muy fuerte y de una carácter cariñoso hacia su familia y laborioso para las faenas del campo.
•	Mamá: el verdadero nombre es Caroline Lake Ingalls. Es la madre de la familia Ingalls. En la serie tiene 30 años de edad. Es una madre muy cariñosa y preocupada por su familia.
•	Mary: la primera hija de la familia Ingalls con 8 años de edad. El nombre completo es Mary Amely Ingalls. Tiene una personalidad suave.
•	Carrie: con 2 años de edad es la tercera hija de la familia Ingalls. El nombre completo es Caroline Celestia Ingalls. Al ser muy pequeña necesita mucha atención de parte del resto de la familia.

### Secundarios
Familia Reagan
•	John Reagan (Reg ョ ン ・ ガ John, John Reagan)
•	Freddy Reagan (dy レ デ ィ) ガ Fred, Freddy Reagan)
•	Tom Reagan (Reg ム ・ ・ リ ー ガ Tom, Tom Reagan)
•	Harry Fitch
•	Ellen Fitch
•	Jimmy
•	Papá Noel
•	Freddy
•	Carlos
•	Dr. Tan: George Tan ( T ョ ー ジ ジ タ)
•	Susie
•	María
•	Sr. Edworth

### Animales
•	Jack (ジ ャ ッ ク, Jack): el perro mascota de la familia Ingalls.
•	Pat (パ ッ ト, Pat): El caballo macho de la familia Ingalls.
•	Petty (パ テ ィ, Patty en la versión para Latinoamérica): la yegua de la familia Ingalls, la madre de Berny.
•	Benny (バ ニ イ, Berny en la versión para Latinoamérica): potrillo de Patty, el nombre le fue dado por Laura.
•	Kirby (カ ー ビ ー, Happy en la versión para Latinoamérica): una pequeña cría de lobo que Laura encontró en el bosque y pensó que era tan lindo que se lo llevó a casa. Pero su madre, Caroline, no estuvo de acuerdo y lo devolvió al bosque. Más tarde descubrió que Laura lo cuidaba en secreto y junto con su padre le pidieron que lo devolviera al bosque para que estuviera junto con su manada.

## Equipo de producción
| Director                 | Masaki Ezaki Endo Politica                                                        |
| Productor                | Junzo Nakajima (Anime) Tatsumi Tadasu Hiroshi Inoue (TBS)                         |
| Producción               | Motohashi Koichi                                                                  |
| Historia Original por    | Laura Ingalls Wilder (Little House series)                                        |
| Guion                    | Atsushi Yamazaki Masao Maruyama Narumitsu Taguchi Fumi Takahashi Kunihiko Okazaki |
| Composición de la serie  | Atsushi Yamazaki                                                                  |
| Diseño de los personajes | Koji Mori                                                                         |
| Editor                   | Oka Yasushi                                                                       |
| Director de Arte         | Iooka Masahiro                                                                    |
| Música por               | Akihiko Takashima                                                                 |
| Encargado de sonido      | Kazumi Numata                                                                     |
| Producción               | Japan Animation TBS (Tokyo Broadcasting System)                                   |

## Doblaje
| Personaje     | Actor original (Japón) | Actor de voz en español |
| ------------- | ---------------------- | ----------------------- |
| Laura Ingalls | Kazuko Sugiyama        | Erika Robledo           |
| Papá          | Hideo Nakamura         | Víctor Mares            |
| Mamá          | Eiko Masuyama          | Guadalupe Romero        |
| Mary Ingalls  | Masako Sugaya          | Rocío Robledo           |
| Carlos        | Toshio Furukawa        | Juan Alfonso Carralero  |
| Narradora     | N/A                    | Angelines Santana       |
|               |                        |                         |

## Lista de episodios
La serie contó con un total de 26 capítulos de una duración aproximada de 30 minutos cada uno.
| #  | Título en castellano                         | Fecha de estreno        |
| -- | -------------------------------------------- | ----------------------- |
| 01 | «Pequeña casa en gran bosque»                | 7 de octubre de 1975    |
| 02 | «Mi amigo el pequeño lobo»                   | 14 de octubre de 1975   |
| 03 | «Nuestro Tesoro»                             | 21 de octubre de 1975   |
| 04 | «El niño de la carreta»                      | 28 de octubre de 1975   |
| 05 | «Una nueva casa en el bosque»                | 4 de noviembre de 1975  |
| 06 | «El pequeño oso que conocimos en la cascada» | 11 de noviembre de 1975 |
| 07 | «Mi héroe el vaquero»                        | 18 de noviembre de 1975 |
| 08 | «El ciervo está llamando»                    | 25 de noviembre de 1975 |
| 09 | «Balas hechas por papá»                      | 2 de diciembre de 1975  |
| 10 | «Resultados barbudos»                        | 9 de diciembre de 1975  |
| 11 | «Las aves migratorias»                       | 16 de diciembre de 1975 |
| 12 | «¿A dónde se fue Santa Claus?»               | 23 de diciembre de 1975 |
| 13 | «Papá desaparece en la tormenta de nieve»    | 30 de diciembre de 1975 |
| 14 | «¡Sueños y esperanzas desde la pradera!»     | 6 de enero de 1976      |
| 15 | «Cruzando el lago congelado»                 | 13 de enero de 1976     |
| 16 | «La desaparición de Jack»                    | 20 de enero de 1976     |
| 17 | «Regresa Jack mi querido amigo»              | 27 de enero de 1976     |
| 18 | «Animales hermosos de la gran pradera»       | 3 de febrero de 1976    |
| 19 | «Construyamos rápido nuestra nueva casa»     | 10 de febrero de 1976   |
| 20 | «Una manada de lobos rodea nuestra casa»     | 17 de febrero de 1976   |
| 21 | «La nueva casa que construyó papá»           | 24 de febrero de 1976   |
| 22 | «Un lindo ternero ha llegado»                | 2 de marzo de 1976      |
| 23 | «Peligrosa perforación de pozos»             | 9 de marzo de 1976      |
| 24 | «Algo terrible ha sucedido»                  | 16 de marzo de 1976     |
| 25 | «¡Se quema mi casa!»                         | 23 de marzo de 1976     |
| 26 | «El trigo está creciendo»                    | 30 de marzo de 1976     |

## Canciones
•	Tema de apertura- "Laura, una niña en la pradera" (Sougen no Shojo Rora)
Sonido- Iwatani Tokiko / Composición / Arreglo- Kawaguchi Makoto / Sonido- Osugi Kumiko, Coral Echo.
•	Tema de cierre: "Canción de cuna de Laura" (Laura no Komoriuta)
Letra de Canciones-Tokiko Iwatani / Composición / Arreglo-Makoto Kawaguchi / Sonido-Kumiko Osugi.

## Edición para vídeo
Actualmente, la serie animada es distribuida por Cau Cau - Pro Pu Eve Ltda. y se encuentra disponible para los formatos de VHS y DVD.